# Oorlogsrol

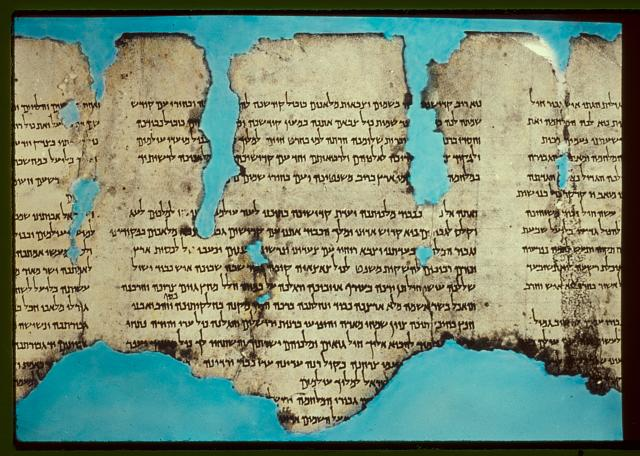
Gedeelte van 1QM

De Oorlogsrollen of Oorlogsregels zijn een aantal sterk met elkaar verwante teksten die deel uitmaken van de Dode-Zeerollen. Het meest complete exemplaar van de Oorlogsrol is 1QM of 1QMilhama, gevonden in grot 1 bij Qumran. Daarnaast zijn enkele fragmenten bekend die gevonden zijn in grot 4. De tekst van deze handschriften komt vaak niet overeen met die van die van 1QM, maar is er nauw aan verwant. De Oorlogsrol staat ook wel bekend onder de naam Oorlog van de zonen des lichts tegen de zonen der duisternis.

## Karakterisering
De teksten die worden aangeduid als Oorlogsrol hebben met elkaar gemeen dat ze betrekking hebben op een eschatologische strijd die door de auteurs van de tekst verwacht werd. In die strijd staan de zonen van het licht tegenover de zonen van de duisternis, ook wel de zonen van Belial. De uitslag van de oorlog staat al vast: God zal het leger van Belial vernietigen en de zonen van het licht voor eeuwig vrede en zegen schenken.
De tekst getuigt van een apocalyptisch wereldbeeld, al wijkt de stijl van de tekst in sommige opzichten af van conventies die in de apocalyptische literatuur gebruikelijk zijn. Zo wordt relatief veel aandacht besteed aan liturgische aspecten van de eschatologische strijd, waarbij de rol van trompetten, banieren, opstellingen en wapens uitgebreid wordt uitgemeten.
Blijkens het aantal manuscripten onder de Dode-Zeerollen die met de Oorlogsrol verwant zijn, speelde het geschrift een belangrijke rol in het denken van de gemeenschap die leefde in Qumran. Het vermoeden bestaat evenwel dat de tekst in zijn oorspronkelijke vorm niet in Qumran ontstond.

## Handschriften
De volgende handschriften worden beschouwd als exemplaren van de Oorlogsrol of daar nauw aan verwant:
- 1QM (= 1Q33), datering: tweede helft 1e eeuw v.Chr. De belangrijkste en meest complete tekst van de Oorlogsrol, bestaande uit achttien opeenvolgende kolommen tekst. Dit manuscript is een van de weinige teksten uit Qumran die reeds kort na de handschriftenvondst gepubliceerd zijn.
- 4Q491 (= 4QMa), datering: eind eerste eeuw v. Chr. 37 fragmenten zijn bewaard gebleven. De tekst vertoont duidelijke parallellen met 1QM, maar ook verschillen. Vermoedelijk gaat het, ondanks de relatief late datering van het handschrift, om de oudst bekende versie van de Oorlogsrol, ouder ook dan de tekst in 1QM.
- 4Q492 (= 4QMb), datering: eind 1e eeuw v. Chr. Drie fragmenten zijn bewaard gebleven, die overeenkomsten vertonen met 1QM.
- 4Q493 (= 4QMc), datering: eerste helft 1e v. Chr. Eén fragment (met bijna één kolom) is bewaard gebleven. De tekst wijkt af van 1QM, maar heeft wel dezelfde stijl en thematiek.
- 4Q494 (= 4QMd), datering: begin 1e eeuw na Chr. Eén fragment is bewaard gebleven, dat gedeeltelijk met 1QM overeenkomt.
- 4Q495 (= 4QMe), datering tweede helft 1e eeuw v. Chr. Twee fragmenten zijn bewaard gebleven, die mogelijk overeenkomen met 1QM XIII 9-12, maar de tekst is te veel beschadigd om daarover zekerheid te verkrijgen.
- 4Q496 (= 4QMf), datering: halverwege 1e eeuw v.Chr. 122 fragmenten zijn bewaard gebleven, waarvan de meeste zeer fragmentarisch. De tekst van een aantal fragmenten samen komt vermoedelijk overeen met het begin van 1QM.
- 4Q285 (= 4QSM), eerste helft 1e eeuw na Chr. De tekst is in stijl en thematiek verwant aan 1QM, maar vertoont daarmee geen overeenkomsten. Er is veel discussie geweest over de interpretatie van een zinsnede waar volgens sommigen sprake zou zijn van een messias die gedood wordt.
- 4Q471, eind 1e eeuw v.Chr. De (fragmentarisch bewaard gebleven) tekst vertoont raakvlakken met 1QM, maar komt daar niet woordelijk mee overeen.